# 全能綜藝通
《全能綜藝通》為全能製作公司製作之中國電視公司（中視）大型綜藝節目，也是全能製作公司製作的第二個中視綜藝節目（第一個是《紅白勝利》），1997年10月5日開播，標榜「爆笑、刺激、溫馨、本土化」四合一。

## 概要
《全能綜藝通》是以「委製外包」方式製作，中視委託全能製作公司製作該節目，百是傳播代理該節目時段之廣告，全能製作公司握有該節目版權。
開播時首播時間為每星期日19:40～22:00，胡瓜時期後期至徐乃麟時期接替與同屬全能製作公司製作的中視星期六晚間大型綜藝節目《紅白勝利》時段而變更首播時間為每星期六20:00～22:00，曾國城時期變更首播時間為每星期五21:00～22:30。
中国大陆由南方电视台综艺频道引进该节目的版权播出。

## 歷屆主持人
- 第一任：胡瓜、賀一航。
- 第二任：胡瓜、賀一航、陽帆。
- 第三任：胡瓜、陽帆。
- 第四任：徐乃麟、曾國城、王麗玲；助理主持：許傑輝。
- 第五任：徐乃麟、曾國城。

## 單元介紹

### 胡瓜時期
〈全能金頭腦〉
在每集大開場後立即進行的猜謎單元，口號為：「〈全能金頭腦〉，yes or no！」每集出至少三題，每題各有一位兔女郎手舉寫著題目的木牌進場公布題目。主持人宣讀題目後，兔女郎離場，主持人下指令請全體來賓選擇站在「yes」方或「no」方。全體來賓站定，答案揭曉，答錯者會被立刻噴乾冰。
〈全能演歌秀〉
每集邀請六位來賓站在設於舞台中央的橫排隔間內，頭戴全罩式耳機，猜站在舞台右側電視牆前的一位來賓正在表演哪一首歌曲。猜者可要求表演者再表演一次。答錯者會被立刻噴乾冰，然後換下一人作答，直到有人答對為止。
〈全能那卡西〉
每集邀請一位歌星或一組歌唱團體，與主持群合演歌中劇。該單元使2位老年觀眾「心事婆婆」與「理由伯」意外爆紅，此2人爆紅之後成為《全能綜藝通》固定班底。「心事婆婆」暱稱為「心事的」，「理由伯」暱稱為「理由的」。
〈全能名人秀〉
名人接受訪問，或藝人戲仿名人接受訪問。1997年10月5日播出中國國民黨政治人物吳伯雄與中視新聞當家主播沈春華受訪。1997年12月21日播出：侯冠群扮演中華民國總統兼中國國民黨主席李登輝，澎恰恰扮演中國共產黨中央委員會總書記江澤民，上演「李江會」。
〈LKK俱樂部〉
內容不詳，待考。
〈恆述開講〉
脫口秀單元，恆述法師主持。這是《全能綜藝通》專為恆述法師設置之單元，恆述法師在該單元中首創以流行歌曲旋律唱佛經。
1997年10月4日，對於與TVBS有合約的恆述法師參與《全能綜藝通》演出、而且《全能綜藝通》開播在即，TVBS總經理李濤以電話向中視表達異議；TVBS希望，TVBS與恆述法師於11月30日期滿的合約提前於本月14日解約之前，中視能尊重恆述法師與TVBS尚有合約未決的立場。同日，中視緊急與《全能綜藝通》製作人王鈞溝通，王鈞說：「這件事與中視無關，恆述與TVBS的合約問題不是已談好了嗎？為了尊重他們，本來9月兩次要進棚錄影，都取消了，應該沒有問題了吧？」
〈大家都這麼說〉
內容不詳，待考。
〈小鬼當家〉
這是《全能綜藝通》為了對抗中華電視公司星期六晚間大型綜藝節目《龍虎綜藝王》的招牌單元〈模仿綜藝王〉而推出的素人才藝表演單元，開放小學以下觀眾報名展現才藝。
〈賀小美週記〉
短劇單元，主角為賀一航反串扮演的小學女童「賀小美」。
2013年5月12日，賀軍翔說，本單元播出時他就讀國中，同學看到電視上的賀小美，便叫他「賀小美」；剛開始他不喜歡，但大家一直這樣叫他，他只好接受；這次兩個「賀小美」在八大綜合台偶像劇《上流俗女》同台，「我見到賀大哥（賀一航），馬上對他說：『賀小美終於見到本尊賀小美了』。」
〈X情人〉
這是《全能綜藝通》趁著〈模仿綜藝王〉收視率開始下滑時推出的電視相親單元，開放觀眾報名現場相親，另請三位來賓擔任評審。單元名稱取自1998年電影《X情人》。
〈大偵探〉
內容不詳，待考。
〈微服出巡〉
重現王鈞製作的華視星期日晚間大型綜藝節目《鑽石舞台》的外景單元〈微服出擊〉。每次固定邀請一位藝人喬裝在台北市街頭，隨機訪問路人，測試是否有路人能認出該位藝人在何處。
〈陽婆婆與梁婆婆〉
重現《鑽石舞台》的短劇單元〈陽婆婆〉。陽帆飾演「陽婆婆」，梁智強飾演「梁婆婆」，其他主持人與來賓合演。
〈八卦靠邊站〉
猜謎單元，每集來賓輪流上台，主持群問其他來賓有關台上來賓的問題。每題各有A、B二選項，正確答案只有一個。其他來賓站在代表A或B的區塊，表示自己選擇的答案是A或B。其他來賓選定答案後，樂隊奏樂，主持群在音樂末尾跟著節奏喊「八卦靠邊站」，台上來賓在音樂收尾時舉「A」牌或「B」牌揭曉正確答案，答錯者會被噴乾冰。
〈明星排排坐〉
猜謎單元。每集來賓同時上台，面向鏡頭一字排開坐在沙發椅上。沙發椅後方寫有自己的名牌，接著進行數題多選一猜謎。在每個問題題目開始前，主持人會先公布題目的內容，例如雕刻家的雕塑品或漫畫家的手稿，來賓可以在出題之前尋找任何有關該事物的蛛絲馬跡。作答時來賓選擇一個答案，接著一位工作人員舉牌公布正確答案。答錯的來賓所坐的椅子會「降等」，後方的名牌亦會隨著椅子的等級品質變得粗糙。椅子的等級，依次為沙發椅→普通椅子→凳子→草蓆→健康步道坐墊（每集可能不同）；如果椅子等級降至健康步道坐墊還答錯，答錯者最後會站著並頭戴紙袋，表示「無臉見人」。

### 徐乃麟時期
〈超快速劇場〉
內容不詳，待考。
〈100秒不NG〉
來賓合作在100秒之內完成一些指定的動作，才算過關。
〈明星未來日記〉
外景單元，工作人員演五個突發狀況，看來賓會有什麼反應。事後此來賓會被邀來攝影棚，與主持群及其他來賓一起看當時的錄影。
〈命運列車〉
以台北捷運列車為交通工具，玩類似大富翁前進後退的遊戲。
〈你要去哪裡〉
重新調製台灣電視公司綜藝節目《少年兵團 旗開得勝》曾經走紅的單元〈你要去哪裡〉，曾國城為主角，「青年軍團」為配角。曾國城不僅走得很苦、很累，走錯了還得挨罰。
2001年8月2日，青年軍團到台視大樓大門口錄本單元開場，曾國城從台視大樓沿路逢人就問「你要去哪裡」，目的地是中視大樓，但偏偏沒人去中視大樓，曾國城只要問錯人就必須受罰。同日，《全能綜藝通》製作人蕭介修說：「這是〈你要去哪裡〉的阿信版，雖然很苦、很累，但相信可以重拾觀眾對他的感覺。」

## 醜聞
2001年5月9日，台北捷運公司宣布停止《全能綜藝通》進入台北捷運系統內拍攝權三年，理由是《全能綜藝通》屢次未經申請即以「偷渡」方式進入台北捷運系統內拍攝；對此，《全能綜藝通》製作人蘇健宏說：「我們拍攝的地點都是選在捷運站外面的商店或馬路上，工作人員也只是拿著攝影機乘坐捷運，並非在捷運站裡頭進行拍攝工作。況且我們進出捷運站都先買了一日票，並非以偷渡方式拍攝。」蘇健宏也說，全能製作公司按照台北捷運公司規定於拍攝5日前申請拍攝，但是「捷運公司稍後回覆我們，說明每個月和媒體有一定配額的配合；但因華視金鐘劇已先向他們申請，所以他們沒有配額給我們了」。 